# Csuk Jenő
Csuk Jenő (Zákány, 1887. augusztus 31. – Budapest, Józsefváros, 1927. március 1.) festő, grafikus.

## Életútja
Csuk Alajos és Fleischer Karolina fia. Művészeti tanulmányait a budapesti Képzőművészeti Főiskolán végezte Ballónál és Ferenczynél, azután Münchenben, Düsseldorfban, Berlinben és Párizsban tanult. Másodéves növendék korában állított ki először a Műcsarnokban, ezután főképp itt és a Benczúr Társaság tagjaként szokott kiállítani. Naturalista tájképeket festett, alföldi magyar motívumokkal. A magyarpuszta hangulatképeit, embertípusait festette erőteljes közvetlenséggel (Pusztai úton; Zivatar a pusztában; Hazatérő aratók). Kezdettől fogva a hazai népélet, a hazai táj érdekelte elsősorban, élete javát vidéken töltötte (Túrkeve, Csepreg, Balatonboglár stb.), sokat járt az Alföldön és minden törekvése az volt, hogy magyaros zamatot juttasson képeire. Ilyenek: Ésti hangulat (1910), Profilok a pusztán (1912), Gulyásbojtár az ecsegi pusztán (1918, Wolfner Gyula díj), Turkevei utcarészlet (1918), egy sor hortobágyi kép, amelyeket 1920-21-ben állított ki a Műcsarnokban, ezt követték 1921-ben a Tanyai úton, az Augusztusi dél, a Répakapálás, Puszta delelő címűek. 1924-ben kiállította a Hazatérő aratókat és A pusztai úton című olajfestményeket, 1926-ban balatonbogiári képeket és ugyanezen év Tavaszi Szalonjában (a Nemzeti Szalonban) a Leilei temető mellett, a Kútnál, Lelle előtt és Vihar után című festményeket, amelyekért kitüntető elismerésben részesítette a Szinyei Merse Pál Társaság. 1927-ben újabb siker érte: Vihar a pusztán c. olajfestményére kitüntető elismerést kapott a magyar táj- és életképkiállításon a Műcsarnokban. Ezzel korai vége szakadt reményteljes pályájának. Régóta gyengélkedett, a lassú kór 1927 márciusának első napján vetett véget a széptehetségű művész életének. Halálát szívgyengeség okozta. Március 4-én helyezték örök nyugalomra a Kerepesi úti temetőben, pályatársainak és a budapesti és vidéki művésztársaságoknak nagy részvéte mellett. Felesége Tetétleni Magdolna volt.
Több díjat nyert, a Pusztai úton c. olajképét 1924-ben, Somogyi táj c. festményét 1927-ben és A lopott csikó c. képét 1928-ban megvette a Szépművészeti Múzeum. 1928-ban műveiből hagyatéki kiállítást rendeztek a Műcsarnokban. 